# Pietro Pariati
Pietro Pariati (27. března 1665 Reggio Emilia – 14. října 1733 Vídeň) byl italský básník a operní libretista.

## Život
Narodil se 27. března 1665 v Reggio Emilia. Byl sekretářem kardinála a vévody z Modeny Rainalda III. Po návštěvě Madridu v roce 1695 byl na tři roky uvězněn. Od roku 1699 do roku 1714 žil v Benátkách, kde začal psát operní libreta, nejprve ve spolupráci s Apostolem Zenoem, později samostatně. Jako témata svých libret si často vybíral díla antických i současných dramatiků (Titus Maccius Plautus, Molière, Miguel de Cervantes y Saavedra aj.). Jeho texty zhudebnili přední skladatelé té doby, např. Tomaso Albinoni, Antonio Caldara, Francesco Gasparini, Antonio Lotti a Nicola Porpora.
V roce 1714 odešel do Vídně a stal se dvorním básníkem a libretistou císaře Karla VI. Do roku 1729 napsal libreta pro 13 oratorií, 15 kantát a 14 dalších jevištních děl, určených většinou pro různé slavnostní příležitosti císařské rodiny. Značnou část těchto prací zhudebnil Johann Joseph Fux
V roce 1729 jej ve funkci dvorního libretisty nahradil Pietro Metastasio. Pariati zemřel ve Vídni 14. října 1733.

## Dílo
Nejpopulárnější operní libreta Pietra Pariatiho:
- Flavio Anicio Olibrio (spolupráce Zeno, 1708), zhudebnili Francesco Gasparini, Nicola Antonio Porpora a Niccolò Jommelli
- Astarto (spolupráce Apostolo Zeno, 1708), zhudebnili Tomaso Albinoni a Antonio Caldara
- Sesostri re di Egitto (1710), zhudebnili Francesco Gasparini a Baldassare Galuppi
- Il Giustino (1711), zhudebnili Tomaso Albinoni, Antonio Vivaldi a Georg Friedrich Händel
- Costantino (1711), zhudebnili Gasparini, Antonio Lotti a Antonio Caldara
- Teseo in Creta (1715), zhudebnili Porpora, Händel a Galuppi
- Orfeo ed Euridice 1715, zhudebnil Johann Joseph Fux